# Katedralen i Gloucester
Gloucester Cathedral ligger norr om centrala Gloucester, nära floden.
Katedralen är över 900 år gammal. Den byggdes 1089-1499. Katedralens högsta punkt är centraltornet som är 68,6 meter högt. 
Edvard II ligger begraven här. 

## Katedralen i populärkultur
Tre av Harry Potterfilmerna har scener som spelats in i katedralen. Det gäller första, andra och sjätte filmerna och de miljöer som skildras är Hogwarts korridorer, de talande porträtten, spökscener och toalettscener.